# جون فراير
جون فراير (بالإنجليزية: John Fryer)‏ هو كاتب أغاني ومهندس الصوت ومنتج أسطوانات بريطاني، ولد في 1958 في لندن في المملكة المتحدة.

## وصلات خارجية
- جون فراير على موقع ميوزك برينز (الإنجليزية)
- جون فراير على موقع أول ميوزيك (الإنجليزية)
- جون فراير على موقع ديسكوغز (الإنجليزية)